# Zsolnai László
Zsolnai László (Szeged, 1958 – ) magyar közgazdász, egyetemi tanár, a Budapesti Corvinus Egyetem Gazdaságetikai Központjának a vezetője, a leuveni székhelyű European SPES Institute elnöke és az Oxfordi Egyetem Blackfriars Halljának Associate Member-e. Tudományos munkássága nemzetközileg ismert a gazdasági etika, a buddhista közgazdaságtan és a spiritualitás és menedzsment terén.

## Élete
Zsolnai József neveléstudós fia. 1982-ben szerzett pénzügy szakos diplomát a Marx Károly Közgazdaságtudományi Egyetemen (MKKE, ma: Budapesti Corvinus Egyetem). 1996-ban a közgazdaság-tudomány kandidátusa (CSc), majd 2004-ben az MTA doktora (DSc) címet szerzett. 1984-ben részt vett az International Institute for Applied Systems Analysis (IIASA) fiatal kutatók számára rendezett nyári programjában, Ausztriában. 1990-1991-ben a Kaliforniai Egyetem (Berkeley) vendégkutatója volt. 1996-1997-ben a Netherlands Institute for Advanced Studies (NIAS) Magyar Fellow-ja volt a hollandiai Wassenaarban.  200-ben a Georgetowni Egyetem vendégkutatója volt Washingtonban. 2006-ban USCIA Research Fellow-ként dolgozott az Antwerpeni Egyetemen, Belgiumban. 2009-2010-ben Associate Fellow volt a Cambridge-i Egyetem Judge Business Schoolnál. 2012-ben vendégkutató volt az Oxfordi Egyetem Smith School of Enterprise and the Environmentnél. 2013-ban nemzetközi vendégkutatóként dolgozott a Richmondi Egyetemen az USA-ban, 2014-ben pedig David O'Brien Visiting Scholar volt a Concordia Egyetemen Montrealban.
1993-ban Kindler Józseffel közösen Zsolnai László megalapította a Budapesti Közgazdaságtudományi Egyetem keretében a Gazdaságetikai Központot. 1996-ban létrehozta a Párizs-i székhelyű CEMS – Global Alliance in Management Education Gazdaságetikai Professzori Csoportját, amit 2020-ig vezetett.   2004-ben Luk Bouckaerttel közösen Leuvenben megalapította az European SPES Forumot, amely ma European SPES Institute-ként működik. 2015-2020 között a Future Earth globális fenntarthatósági program keretében társelnökként vezette a Finance & Economics Knowledge Action Network munkáját. 2023-óta a bécsi székhelyű Conscious Consulting Group nemzetközi tanácsadója. 
Zsolnai Lászlónak több mint 400 tudományos munkája – köztük 55 könyv és 250 tanulmány – jelent meg magyar, angol és más (holland, francia, olasz, spanyol, cseh, szerb, és kínai) nyelveken az etika, a közgazdaságtan, a menedzsment, az ökológia, a spiritualitás, a tudományfilozófia és a pedagógia témáiban. Munkásságát egy holland és egy angol nyelvű kötet elemzi és értelmezi. 
Zsolnai László rendszeresen tart előadásokat és kurzusokat Európában, Indiában és az USA-ban a gazdasági etika, a fenntarthatóság, és a spiritualitás témakörében.

## Fontosabb művei
- Zsolnai József és Zsolnai László:  Mi a baj a pedagógiával? 1982. Tankönyvkiadó
- Zsolnai László: Mit ér az ökonómia, ha magyar? Budapest, 1987. KJK
- Zsolnai László: Másként gazdálkodás. Budapest, 1989. KJK
- Juhász-Nagy Pál és Zsolnai László: Az ökológia reménytelen reménye. Budapest, 1992. ELTE TTK
- Zsolnai László: A döntéshozatal etikája. Budapest, 2000. Kossuth Kiadó
- Zsolnai László: Ökológia, gazdaság, etika. Budapest, 2001. Helikon Kiadó
- Laszlo Zsolnai (Ed.): Ethics in the Economy – Handbook of Business Ethics 2002. Oxford, Peter Lang Academic Publishers
- Laszlo Zsolnai (Ed.): Spirituality and Ethics in Management. 2004, Boston, Dordrecht & London, Kluwer Academic Publishers
- Laszlo Zsolnai & Knut J. Ims (Eds.): Business within Limits: Deep Ecology and Buddhist Economics. 2006. Oxford, Peter Lang Publishers
- Laszlo Zsolnai: Responsible Decision Making. 2008. New Brunswick & London, Transaction Publishers
- Luk Bouckaert, Hendrik Opdebeeck, & Laszlo Zsolnai (Eds.): Frugality: Rebalancing Material and Spiritual Values in Economic Life. 2008. Oxford, Peter Lang Academic Publishers
- Laszlo Zsolnai & Antonio Tencati (Eds.): The Future International Manager: A Vision of the Roles and Duties of Management. 2009. London, Palgrave-Macmillan
- Antonio Tencati & Laszlo Zsolnai (Eds.): The Collaborative Enterprise: Creating Values for a Sustainable World. 2010. Oxford, Peter Lang Academic Publishers
- Laszlo Zsolnai (Ed.): Ethical Principles and Economic Transformation: A Buddhist Approach. 2011. Springer
- Laszlo Zsolnai (Ed.): Handbook of Business Ethics: Ethics in the New Economy. 2012. Oxford, Peter Lang International Academic Publishers
- Luk Bouckaert & Laszlo Zsolnai (Eds.): The Palgrave Handbook of Spirituality and Business. 2011. London, Palgrave – Macmillan
- Laszlo Zsolnai: Beyond Self: Ethical and Spiritual Aspects of Economics. 2014. Oxford, Peter Lang Academic Publisher, Oxford
- Laszlo Zsolnai (Ed.): The Spiritual Dimension of Business Ethics and Sustainability Management. 2015. Springer
- Laszlo Zsolnai: Post-Materialistic Business: Spiritual Value-Orientation in Renewing Management. 2015. Palgrave – Macmillan, London
- Madhumita Chatterje & Laszlo Zsolnai (Eds.): Ethical Leadership: Indian and European Spiritual Approaches. 2016. London, Palgrave-Macmillan
- Peter Rona & Laszlo Zsolnai (Eds.): Economics as a Moral Science. 2017. Springer
- Ove Jakobsen & Laszlo Zsolnai (Eds.): Integral Ecology and Sustainable Business. 2017. Emerald. UK
- Eleanor O’Higgins & Laszlo Zsolnai (Eds.): Progressive Business Models. Creating Sustainable and Pro-social Enterprise. 2017. London, Palgrave-Macmillan
- Laszlo Zsolnai: Ethics, Meaning and Market Society. 2018. Routledge, New York
- Ora Setter & Laszlo Zsolnai (Eds.): Caring Management in the New Economy. Socially Responsible Behaviour Through Spirituality. 2019. London, Palgrave-Macmillan
- Laszlo Zsolnai & Bernadette Flanagan (Eds.): The Routledge International Handbook of Spirituality in Society and the Professions. 2019. London and New York, Routledge
- Laszlo Zsolnai & Mike Thompson (Eds.): Responsible Research for Better Business. Creating Useful and Credible Knowledge for Business and Society. 2020. London, Palgrave Macmillan
- Zsolnai László, Kovács Gábor és Ócsai András (szerk.): Gazdaság és vallás. A gazdasági spiritualitás innovatív modelljei. Budapest, 2022. Budapesti Corvinus Egyetem & NKFH
- Sanjoy Mukherjee & Laszlo Zsolnai (Eds.): Global Perspectives on Indian Spirituality and Management. The Legacy of S. K. Chakraborty. 2022. Springer
- Zsolnai Anikó és Zsolnai László (szerk.):  Az emberi potenciál. Zsolnai József pedagógiája. Szombathely, 2023. Savaria University Press
- Michael Thate & Laszlo Zsolnai (Eds.): Humanities as a Resource and Inspiration for Humanizing Business. 2023. Springer
- Laszlo Zsolnai,Thomas Walker & Paul Shrivastava (Eds.): Value Creation for a Sustainable World: Innovating for Ecological Regeneration and Human Flourishing. 2023. London, Palgrave-Macmillan